# Tulipa tarda
Tulipa tarda là một loài thực vật có hoa trong họ Liliaceae. Loài này được Stapf miêu tả khoa học đầu tiên năm 1933.